# 小行星3134
小行星3134（3134 Kostinsky）是一颗围绕太阳公转的小行星。1921年11月5日，謝爾蓋·別利亞夫斯基在克里米亚发现了此天体。
該小行星以俄羅斯天文學家謝爾蓋·科斯汀斯基命名。
这颗小行星的绝对星等为163.26147等。